# Lophoglossus
Lophoglossus is een geslacht van kevers uit de familie van de loopkevers (Carabidae). De wetenschappelijke naam van het geslacht is voor het eerst geldig gepubliceerd in 1852 door LeConte.

## Soorten
Het geslacht Lophoglossus omvat de volgende soorten:
- Lophoglossus gravis LeConte, 1873
- Lophoglossus haldemanni (LeConte, 1848)
- Lophoglossus scrutator (LeConte, 1848)
- Lophoglossus substrenuus (Csiki, 1930)
- Lophoglossus tartaricus (Say, 1823)
- Lophoglossus vernix Casey, 1913